# Sesenta y uno
El sesenta y uno (61) es el número natural que sigue al sesenta y precede al sesenta y dos.

## Propiedades matemáticas
- El 61 es el 18º número primo.
- Es la suma de dos cuadrados consecutivos: 61 = 5² + 6².
- 61 como 61 tiene los factores ±1, ±61
- 112 + 602 = 612, hipotenusa de un triángulo rectángulo.
- Como número entero su opuesto es -61
- Como número racional tiene su inverso multiplicativo igual a {\displaystyle {\frac {1}{61}}}
- 61= 1+(11+13+17+19) = 1 +60 ; la adición de 1 y la suma de una sucesión finita de primos.
- Para saber que Nu, donde N es bloque de dígitos y u es cifra final, es divisible por 61, se hace la resta N-6u, y así sucesivamente hasta que dé cero o múltiplo de 61.  Así 27816 →2781 -6×6 = 2745 →274 -6×5 = 244 → 24 -6×4 = 0, divisible por 61.
- Su notación en el sistema sexagesimal es 11sg, pues sigue a la base 10sg
- Un número primo de Pillai.
- Es un número primo pitagórico.
- Número de Keith.
- En la lista de números afortunados, 61 se repite 3 veces.

## Características
- El 61 es el número atómico del prometio (un lantánido).
- Es el código telefónico internacional de Australia.

## Cine
- "61*" es un filme dirigido por Billy Crystal sobre béisbol, que narra la lucha real entre dos jugadores, Roger Maris y Mickey Mantle en la temporada de 1961 por batir el récord de 60 home-runs del mítico Babe Ruth.

- Datos: Q774689
- Multimedia: 61 (number) / Q774689